# Racovițeni
Racovițeni est une commune roumaine située dans le județ de Buzău.